# Нойнкірхен-ам-Поцберг
Нойнкірхен-ам-Поцберг (нім. Neunkirchen am Potzberg) — громада в Німеччині, розташована в землі Рейнланд-Пфальц. Входить до складу району Кузель. Складова частина об'єднання громад Альтенглан.
Площа — 5,01 км2. Населення становить 406 ос. (станом на 31 грудня 2020).